# 陰核包皮
陰核包皮（いんかくほうひ、英: Clitoral hood）とは、陰核亀頭を被う包皮の名称である。陰核を約半分ほど覆っている長い包皮で前陰唇交連の辺りから伸びており、小陰唇に繋がる部分でもある。男性における陰茎包皮に相当する。
女性が性的に興奮すると、陰核の勃起が起こり陰核亀頭が膨張するので、包皮が剥けて亀頭部が露出する。陰核が勃起しても亀頭部が包皮から露出しない場合や、亀頭部が包皮と癒着している場合のことを陰核の真性包茎と言う。